# 6月26日
6月26日在一年当中是第177天（闰年则是178天），距离一年的结束还有188天。

## 大事记

### 19世紀以前
- 前529年：中国春秋楚国公子弃疾即位。
- 前195年：中国西漢太子劉盈繼位，是為漢惠帝。
- 363年：罗马帝国皇帝尤利安在率领军队远征波斯萨珊王朝时阵亡，军队推立约维安为新任皇帝。
- 1321年：元英宗至治元年六月朔，环食穿过亚欧大陆北部，中国东北见日全食。
- 1409年：比薩大公會議（英语：Council of Pisa）選出坎迪亞的彼得為亞歷山大五世，成為天主教會大分裂時期第三位同時稱帝的教宗。
- 1541年：西班牙征服者暨首任秘魯最高行政長官法蘭西斯克·皮薩羅在利馬被政敵支持者刺殺身亡。
- 1549年：荷兰十七个省宣布脱离神圣罗马帝国而独立。
- 1735年：中国苗疆发生起义。[來源請求]

### 19世紀
- 1825年：清政府制定《回疆敛钱条例》。
- 1844年：朱丽娅·加德纳·泰勒在紐約升天教堂與約翰·泰勒總統結婚，成為美國第一夫人。
- 1858年：清政府和英国签订第二个不平等条约《中英天津条约》（参见天津条约）。
- 1886年：法國化學家亨利·莫瓦桑成功分離出元素氟，其後因此而獲頒諾貝爾化學獎。
- 1887年：清政府和法国签订《续议界务专条》。
- 1889年：班基始建於法屬剛果，是今日中非共和國的首都和最大城市。
- 1891年：中国北洋水师舰队起航访问日本。
- 1900年：《东南保护约款》制定。

### 20世紀
- 1902年：山西大学堂西学书斋开学。
- 1907年：布爾什維克革命組織成員於成功搶劫1家銀行的運鈔車，劫走將近341,000盧布。
- 1917年：中国的国史馆并入北京大学，在文科附设国史编纂处。
- 1917年：一战中刺杀奥匈帝国皇太子斐迪南的首谋被处死。
- 1918年：德意志帝國军队使用贝尔塔巨炮轰击巴黎。
- 1923年：中国北京的皇宫紫禁城发生大火，共烧毁房屋三四百间，文物损失巨大。
- 1930年：埃及爆发反对英国的六月起义[來源請求]。
- 1931年：中国东北发生中村事件。
- 1935年：台湾大甲铁路桥竣工。
- 1936年：世界第一架可正常操纵的直升机在德国首次试飞成功。
- 1945年：联合国国际组织会议的会员国代表在美国旧金山签署《联合国宪章》，正式建立联合国。
- 1945年：联合国托管理事会成立。
- 1945年：苏联領袖约瑟夫·斯大林获“苏联英雄”称号。
- 1946年：美国众议院外交委员会执行会议通过《美国军事援华法案》，对中華民國國民政府加强军事和财政援助。
- 1948年：柏林危機：西方國家開始空援被蘇聯封鎖的西柏林。
- 1953年：苏联部长会议第一副主席、内务部长贝利亚因“反党和反国家”罪行被苏共中央清除出党并解除政府职务。
- 1959年：连接北美洲五大湖和大西洋的聖勞倫斯河通海航道正式开放。
- 1960年：英属索马里独立。
- 1963年：在蘇聯與東德建立柏林圍牆後，美國總統約翰·甘迺迪發表支持西德的「我是柏林人」演講。
- 1965年：中國共產黨中央委員會主席毛泽东提出“六·二六”指示。
- 1968年：美國將小笠原群島交還日本統治。
- 1974年：北大西洋公约组织在比利时首都布鲁塞尔正式签署了美国同西欧盟国调整关系的《大西洋关系宣言》。
- 1974年：通用产品代码在美国俄亥俄州的一家超市中进行了首次商业使用。
- 1976年：加拿大多伦多的加拿大国家电视塔首次向公众开放，为当时世界上最高的自立式建筑。
- 1978年：中国第一座抗高烈度地震公路桥，河北滦河新桥竣工通车。
- 1983年：邓小平首次提出「一国两制」构想。
- 1987年：苏联領袖戈尔巴乔夫在最高苏维埃会议上第一次提出改革方案。
- 1987年：中国和美国天文学家在美国新墨西哥州的天文观测站发现了位于仙女座方向的“马卡良348”星系。
- 1988年：国际生物数学学术会议在中国西安开幕。
- 1988名：法國航空一架空中客车A320在执行公开试飞航班时坠毁于阿布桑机场跑道一端的树林，3人死亡。
- 1993年：中国首次在国内发行外币债券。
- 1994年：太平洋经济合作理事会上海会议在中国上海举行。
- 1994年：中国“引大入秦”总干渠工程全线贯通。
- 1997年：J·K·羅琳創作的奇幻小說《哈利波特》系列第一部《哈利波特－神秘的魔法石》出版。
- 1999年：全國人大常委會召開會議，就《香港基本法》中有關居港權的條文進行釋法。
- 2000年：香港專上學生聯會聯同爭取居港權人士遊行示威並到政府總部外通宵靜座，紀念人大釋法一周年。警方在次日清晨清場同示威者衝突，期間警方曾向示威者使用胡椒噴霧。

### 21世紀
- 2006年：（北京时间6月27日凌晨）中國中央電視台足球解說員黄健翔在凯泽斯劳滕解说2006年世界杯意大利vs澳大利亚的1/8决赛的最后时刻发生中国体育解说评论史无前例的“黄健翔激情解说事件”（又称“黄健翔解说门事件”）。
- 2010年：加拿大歷史上規模最大、最昂貴的G20峰會在多倫多市中心展開。
- 2015年：美國最高法院在奧貝格費爾訴霍奇斯案裁定同性婚姻受到《美國憲法》修正案的保障。
- 2022年：孟加拉橫跨博多河、連結沙里亞德布爾縣和馬達里布爾縣的帕德瑪橋正式通車，此為南亞最長的橋梁。

## 出生
- 1668年：雨森芳洲，日本江戶時代儒者（1755年逝世）
- 1699年：瑪麗-泰蕾茲·羅代·若弗蘭，法國沙龍主辦人（1777年逝世）
- 1717年：約翰尼斯·林克，德國作曲家、風琴手（1778年逝世）
- 1730年：夏爾·梅西耶，法國天文學家（1817年逝世）
- 1824年：威廉·湯姆森，愛爾蘭數學物理學家（1907年逝世）
- 1833年：清瀨善三，日本釀造家、銀行家、政治家、慈善家（1912年逝世）
- 1859年：柳原愛子，明治天皇典侍，大正天皇生母（1943年逝世）
- 1882年：莫幹生，香港紳商，太古洋行末任買辦（1958年逝世）
- 1892年：赛珍珠，美國女作家，1938年諾貝尔文学奖得主（1973年逝世）
- 1899年：瑪麗亞·尼古拉耶芙娜，俄罗斯帝國末代女大公（1918年逝世）
- 1908年：薩爾瓦多·阿葉德，智利政治人物、醫師，第29任智利總統（1973年逝世）
- 1913年：莫里斯·威爾克斯，英國計算機科學家（2010年逝世）
- 1914年：沙普爾·巴赫蒂亞爾，伊朗政治學者、作家，第48任伊朗首相（1991年逝世）
- 1914年：萊曼·史匹哲，美國理論物理學家、天文學家（1997年逝世）
- 1925年：帕維爾·別利亞耶夫，蘇聯太空人（1970年逝世）
- 1928年：中松義郎，日本發明家、企業家
- 1932年：唐·瓦倫丁，美國風險投資家（2019年逝世）
- 1932年：曾永森，馬來西亞政治人物（2024年逝世）
- 1933年：克勞迪奧·阿巴多，意大利指揮家（2014年逝世）
- 1936年：黃煦濤，華裔美國電腦科學家、電機工程師、作家（2020年逝世）
- 1938年：尼尔·阿伯克龙比，美國政治人物，第7任夏威夷州州長
- 1945年：秦沛，香港男演員
- 1952年：奧利弗·莫里斯，英國社會活動家（1979年逝世）
- 1954年：卡特琳娜·桑巴-潘扎，中非政治人物
- 1955年：具志堅用高，日本拳擊手
- 1955年：穆罕默德·穆赫貝爾，伊朗政治人物，現任伊朗副總統及代理總統
- 1958年：曾守明，香港演員（2017年逝世）
- 1959年：林剑華，美國加州檢察官
- 1959年：喬納森·盧寧，美國行星科學家、物理學家
- 1964年：森田宏幸，日本動畫導演
- 1966年：王志文，中國演員
- 1966年：皆口裕子，日本女性聲優
- 1966年：羅永昌，香港導演、演員
- 1968年：陳偉鴻，中國中央電視台主持人
- 1968年：千葉一伸，日本男性聲優
- 1968年：保罗·马尔蒂尼，義大利足球運動員
- 1968年：古德尼·約翰內森，冰島歷史學家、政治人物，第6任冰島總統
- 1970年：許斐剛，日本漫畫家
- 1970年：保羅·湯瑪斯·安德森，美國電影導演
- 1972年：黃小楨，台灣創作女歌手
- 1972年：楊鎮浯，臺灣政治人物，前任金門縣縣長
- 1972年：王挺，中國男演員
- 1974年：德瑞克·基特，美國棒球選手
- 1975年：楊證樺，香港演員
- 1977年：久保帶人，日本漫畫家
- 1979年：梁永能，香港舞台劇導演
- 1979年：瑞恩·泰德，美國歌手
- 1980年：坂本宗華，台灣偶像團體大嘴巴成員
- 1980年：傑森·薛茲曼，美國男演員、音樂家
- 1981年：鄧肇基，香港配音員
- 1981年：近藤佳奈子，日本女性聲優
- 1984年：文章，中國男演員
- 1984年：奧布瑞·普拉扎，美國女演員、喜劇演員
- 1985年：阿葰·卡浦爾，印度男演員
- 1986年：蔣燕皎，中國女子羽球運動員
- 1987年：沙米·拿斯利，法國足球運動員
- 1988年：中西里菜，日本女子偶像團體AKB48成員
- 1991年：花江夏樹，日本男性聲優
- 1992年：鲁迪·戈贝尔，法國職業篮球運動員
- 1993年：中島良樹，日本男性聲優
- 1993年：爱莉安娜·格兰德，美國女歌手、演員
- 1994年：朱哲偉，新加坡男演員
- 1994年：安娜·波諾馬連科，烏克蘭女子霹靂舞運動員
- 1995年：阿德瑞娜·魯阿諾，瓜地馬拉女子射擊運動員
- 1997年：林家正，臺灣職業棒球運動員
- 1997年：骆建佑，新加坡男子羽球運動員
- 1997年：白藝潾，韓國女歌手
- 1997年：雅各·艾洛迪，澳大利亞男演員
- 1998年：李宏毅，中國男演員
- 1998年：田中有紀，日本女性聲優
- 2005年：艾莉希亞·茱莉安娜·瑪賽拉·蘿倫蒂，荷兰公主
- 生年不詳：水原薰，日本女性聲優

## 逝世
- 363年：尤利安，羅馬皇帝（331年出生）
- 422年：宋武帝刘裕，劉宋皇帝（363年出生）
- 822年：最澄，日本平安時代僧人，天台宗開創者。（767年出生）
- 1541年：弗朗西斯科·皮萨罗，西班牙探险家，首任秘鲁最高行政长官，在秘鲁利马被杀（约1475年出生）
- 1718年：李光地，清朝政治人物、理學家（1642年出生）
- 1757年：馬克西米連·尤利西斯·布勞恩，奥地利陆军元帅（1705年出生）
- 1771年：林秀俊，臺灣開拓先驅（1699年出生）
- 1795年：雅各布·弗里德里希·厄爾哈特，德國植物學家（1742年出生）
- 1830年：喬治四世，英國國王，漢諾瓦國王（1762年出生）
- 1836年：克洛德·約瑟夫·魯日·德·李爾，法國軍人、作曲家，《馬賽曲》的作曲者（1760年出生）
- 1856年：麥克斯·施蒂納，德國後黑格爾主義哲學家（1806年出生）
- 1931年：山川健次郎，日本教育家、學者（1854年出生）
- 1934年：內藤湖南，日本歷史學家（1866年出生）
- 1942年：埃米爾·恩斯特，德國天文學家（1889年出生）
- 1943年：卡尔·兰德施泰纳，奥地利科學家、細菌學家，1930年諾貝爾生理學或醫學獎得主（1868年出生）
- 1944年：中川健藏，日本政治人物，第16任臺灣總督（1875年出生）
- 1947年：高鲁，中国天文学家（1877年出生）
- 1949年：金九，韓國獨立運動革命家（1876年出生）
- 1997年：伊瑟瑞·卡瑪卡威烏歐爾，夏威夷音樂家、夏威夷獨立運動者（1959年出生）
- 2002年：胡美拉·貝甘，阿富汗末代王后（1918年出生）
- 2003年：斯特羅姆·瑟蒙德，美國政治人物，曾任南卡羅萊那州州長（1902年出生）
- 2003年：金景福，中國放射性地質學家（1932年出生）
- 2003年：马克-维维安·福，喀麥隆足球運動員（1975年出生）
- 2004年：阮文馨，越南軍事人物（1915年出生）
- 2005年：林由美香，日本AV女優、粉紅色電影演員（1970年出生）
- 2006年：金玉玕，中國科學院院士、著名地層古生物學家（1937年出生）
- 2006年：高幸枝，台灣演員（1943年出生）
- 2007年：楊元龍，香港企业家（1924年出生）
- 2012年：諾拉·艾芙倫，美國製片人、導演、編劇（1941年出生）
- 2013年：孫國棟，中國歷史學家（1922年出生）
- 2021年：迈克·格拉韦尔，美國房地產商、作家、政治人物，前阿拉斯加州聯邦參議員（1930年出生）
- 2021年：弗雷德里克·熱夫斯基，波蘭裔美國作曲家、鋼琴家（1938年出生）
- 2021年：阿布德拉汗·哈魯恩，卡達男子田徑運動員（1997年出生）
- 2022年：瑪格麗特·基恩，美國藝術家（1927年出生）
- 2024年：松野太紀，日本男性聲優（1967年出生）
- 2025年：拉羅·西夫林，阿根廷裔美國音樂家、作曲家、編曲家、指揮家（1932年出生）
- 2025年：比爾·莫耶斯，美國記者、政治評論員，第11任白宮新聞發言人（1934年出生）
- 2025年：包潤石，美國外交官（1951年出生）

## 节假日和习俗
- 國際禁毒日
- 支持酷刑受害者國際日
- 聯合國憲章日
- 马达加斯加：獨立日
- 羅馬尼亞：國旗日
- 泰國：筍通鋪日